# Haley Jones
Haley Jones (Santa Cruz, 23 maggio 2001) è una cestista statunitense.

## Carriera

### Nazionale
È stata selezionata dalle Atlanta Dream al primo giro del Draft WNBA 2023 (6ª scelta assoluta).
Con la nazionale statunitense ha disputato i Campionati americani del 2021, conclusi con la vittoria del torneo.

## Palmarès
- Campionato NCAA: 1

Stanford Cardinal: 2021
- NCAA Basketball Tournament Most Outstanding Player (2021)
- McDonald's All-American Game (2019)
- Naismith Prep Player of the Year (2019)